# Het Sas (Alphen-Chaam)
Het Sas is een buurtschap in de gemeente Alphen-Chaam, die behoort bij het dorp Alphen. Het behoort tot het Terhonksa, een verzamelnaam voor Het Sas en enkele zijstraten, waarvan Terover (de Reuver) de meeste bebouwing heeft. De bebouwing bestaat voornamelijk uit landbouwbedrijven.
Het Sas ligt nabij het beekdal van de Lei. Vandaar ook de naam 'Sas', een Sas betekent een sluis. Een kleine waterval in deze rivier was te vinden ter hoogte van 'Het hondseind'. Deze is weggehaald om de waterstoom te bevorderen. De regio is ook geliefd als fietsroute.
Aan de overzijde van het beekdal bevindt zich het Alphense Crossbos aan de Baarlesebaan. Hier wordt regelmatig motorsport beoefend door de Motorcrossclub Alphen (MCCA) en op zondag worden hier regelmatig wedstrijden gehouden.

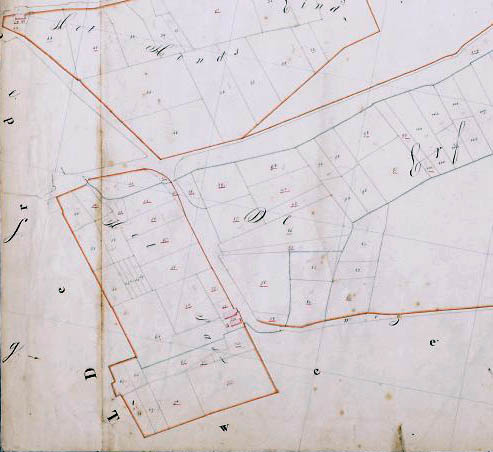
Het Sas op een kadasterkaart uit 1827. (Kadasterkaart, minuutplan, gemeente Alphen en Riel)
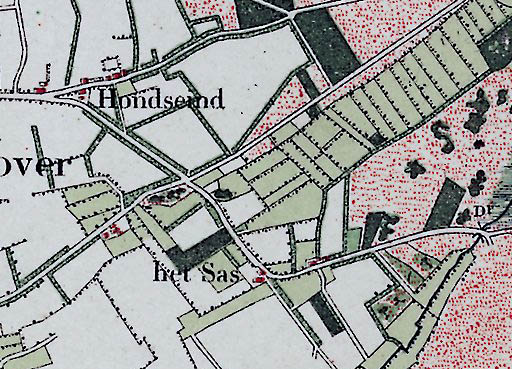
Het Sas op een topografische militaire kaart uit 1899.

Hoofdplaats: Alphen      Dorpen: Bavel (deels) · Chaam · Galder · Strijbeek · Ulvenhout (deels) 

Buurtschappen: Alphen-Oosterwijk · Anneville · Balleman · Boshoven · Boslust · Couwelaar · Chaamdijk · Dassemus · Druisdijk · Geersbroek · Ginderdoor  · Grazen · Heerstaaien · Heikant · Het Sas · Hondseind · Houtgoor · Kalishoek · Kerzel · Klooster · Kwaalburg · Leg · Looneind · Meijsberg · Notsel · Rakens · Snijders-Chaam · Terover · Venweg · 't Zand 

Noord-Brabant: Steden en dorpen      Nederland: Provincies · Gemeenten